# Romeo Castelen
Romeo Erwin Maurits Castelen (* 3. Mai 1983 in Paramaribo, Suriname) ist ein ehemaliger niederländischer Fußballspieler. 

## Karriere

### Verein

#### ADO Den Haag und Feyenoord Rotterdam (2000–2007)
Castelen spielte ab der Saison 2004/05 als Stürmer oder Mittelfeldspieler bei Feyenoord Rotterdam. Davor war er vier Spielzeiten bei ADO Den Haag unter Vertrag, wo er bereits seit 1998 in der Jugend spielte. In der Spielzeit 2000/01 gab er sein Debüt für Den Haag in der Eerste Divisie. Er kam in diesem Jahr auf insgesamt drei Einsätze. Im Folgejahr etablierte sich der Stürmer und hatte regelmäßige Einsatzzeiten. Mit Abschluss der Spielzeit 2002/03 stieg ADO in die Eredivisie auf. Nach einer persönlich guten ersten Saison in der höchsten niederländischen Spielklasse wechselte Castelen zu Feyenoord. Neben Dirk Kuyt und Salomon Kalou gehörte er bereits in seinem ersten Jahr bei Rotterdam zu den Leistungsträgern in der Offensive.
In der Vorbereitung zur Saison 2006/07 verletzte sich Castelen schwer. Hierdurch verlor er seinen Stammplatz und hatte in dieser  Spielzeit nur wenige Einsätze für Feyenoord. Rotterdam wurde nur siebter in der Liga und verpasste die Qualifikation zu einem europäischen Wettbewerb.

#### Hamburger SV (2007–2012)
Zur Spielzeit 2007/08 wechselte Castelen zum Hamburger SV und kam dort neben Rafael van der Vaart, Nigel de Jong, Joris Mathijsen und Trainer Huub Stevens als fünfter Niederländer ins Team. Er unterschrieb einen Vierjahresvertrag bis 30. Juni 2011. Castelen gelang am 5. August 2007 bei seinem Einstand im Nordderby in der ersten Runde des DFB-Pokals gegen Holstein Kiel mit dem Treffer zum 5:0-Endstand sein erstes Tor für den HSV. In seiner ersten Saison kam er auf 13 Einsätze.
Nach 617-tägiger Verletzungspause konnte Castelen am 23. August 2009 sein erstes Bundesligator für den Hamburger SV gegen den VfL Wolfsburg erzielen.
Trotz Castelens häufigen Verletzungen, aufgrund deren er in vier Spielzeiten nur 26 Pflichtspiele bestreiten konnte, verlängerte der HSV seinen zum 30. Juni 2011 auslaufenden Vertrag um ein weiteres Jahr. Im August 2011 bestritt er nach fast 24 Monaten Verletzungspause wieder ein Pflichtspiel für den Hamburger SV II in der Regionalliga Nord. In diesem Spiel erzielte er zwei Tore. Auch in den nächsten Wochen machte Castelen in der zweiten Mannschaft einen guten Eindruck. Am 23. September feierte Castelen beim 2:1-Auswärtssieg gegen den VfB Stuttgart nach zwei Jahren sein Comeback in der Bundesliga, als er in der 82. Minute für Heung-Min Son eingewechselt wurde. In der Folge kamen weitere kleine Verletzungen, weshalb Castelen nur auf einen weiteren Kurzeinsatz gegen den FC Schalke 04 kam. Schließlich entschloss sich der HSV, seinen zum 30. Juni 2012 auslaufenden Vertrag nicht zu verlängern. Castelen sei Realist und wisse, dass der HSV nicht mehr mit ihm planen könne. Ende März wurde Castelen von Trainer Thorsten Fink in die U-23 versetzt, weil Fink im Abstiegskampf im Training mit weniger Spielern arbeiten wolle. Am 33. Spieltag wurde er nach dem letzten Heimspiel der Saison offiziell verabschiedet. Bei den Fans war er wegen seiner kämpferischen Art zwar beliebt, konnte jedoch kaum nachhaltigen Eindruck in der Hansestadt hinterlassen.

#### Stationen in Russland, in den Niederlanden, in Australien sowie Asien (2013–2017)
Nach der Saison nahm er beim Training von Espanyol Barcelona und FC Red Bull Salzburg teil. Im Februar 2013 unterschrieb Castelen einen Vertrag bis zum Saisonende 2012/13 beim russischen Erstligisten Wolga Nischni Nowgorod mit einer Option zur Verlängerung. Als Tabellenzwölfter gelang dem Verein der Klassenerhalt. Castelen absolvierte dabei zu lediglich zwei Einsätzen gekommen.
Im Juli 2013 wechselte er zurück in seine Heimat zum RKC Waalwijk. Castelen kam beim Verein aus Waalwijk zu regelmäßigen Einsätzen und stieg mit dem RKC aus der Eredivisie ab. Am 20. Juli 2014 unterschrieb Castelen bis zum 30. Juni 2017 beim australischen Verein Western Sydney Wanderers. In Castelens’ erster Saison in der australischen Profiliga belegte Western Sydney Wanderers den vorletzten Tabellenplatz, in der Folgesaison qualifizierten sie sich für die Finalrunde und erreichten dort das Endspiel, in dem sie Adelaide United unterlagen. Castelen spielte dabei im Finale über 90 Minuten. Am 13. Juli 2016 unterschrieb er beim südkoreanischen Verein Suwon Samsung Bluewings. Zum Ende der Saison 2016 gelang Castelen mit dem Verein der Klassenerhalt. Am 12. Januar 2017 wechselte Castelen zum chinesischen Zweitligisten Zhejiang Yiteng und schloss mit ihnen die Saison 2017 auf dem zweiten Tabellenplatz ab.

#### Rückkehr in die Eredivisie (2018)
Die VVV-Venlo gab am 9. Januar 2018 die Verpflichtung von Castelen für eine Saison bekannt. Nach 14 Einsätzen und einem halben Jahr in Venlo löste er in Abstimmung mit dem Vorstand seinen Vertrag auf und beendete Castelen seine aktive Karriere.
Karriere nach der Karriere (2018-)
Nach dem Ende seiner aktiven Spielzeit wurde Romeo Castelen als Berater bei der Loyalty Sports Agency tätig. 

### Nationalmannschaft
Mit der niederländischen U-21 Fußballnationalmannschaft wurde er bei der U-21-Fußball-Europameisterschaft 2006 in Portugal Europameister.
Castelen wurde auch mehrfach für die Nationalmannschaft nominiert. Er war zehnmal für das A-Team der Nationalelf im Einsatz und erzielte dabei ein Tor. Sein Debüt gab er am 18. August 2004 gegen die schwedische Nationalmannschaft.
Er wurde allerdings nicht durch den Bondscoach Marco van Basten in das Team von Oranje für die Fußball-Weltmeisterschaft 2006 berufen.

## Erfolge
- U-21-Fußball-Europameister: 2006

## Familie
Castelens Mutter und eine Schwester kamen 1989 beim Absturz des Surinam-Airways-Fluges 764 ums Leben.